# Najas indica
Rong cám (danh pháp: Najas indica) là một loài thực vật có hoa trong họ Hydrocharitaceae. Loài này được (Willd.) Cham. mô tả khoa học đầu tiên năm 1829.